# Asiosilis granulata
Asiosilis granulata es una especie de coleóptero de la familia Cantharidae.

## Distribución geográfica
Habita en Brunéi.